# Neptis batunensis
Neptis batunensis är en fjärilsart som beskrevs av Hans Fruhstorfer 1912. Neptis batunensis ingår i släktet Neptis och familjen praktfjärilar. Inga underarter finns listade i Catalogue of Life.